# Universität Hasselt
Die Universität Hasselt (oder Universiteit Hasselt oder UHasselt) ist eine belgische Universität mit Sitz in Hasselt und Diepenbeek. Die Universität ist Mitglied im grenzüberschreitenden Hochschulverbund ALMA.

## Geschichte

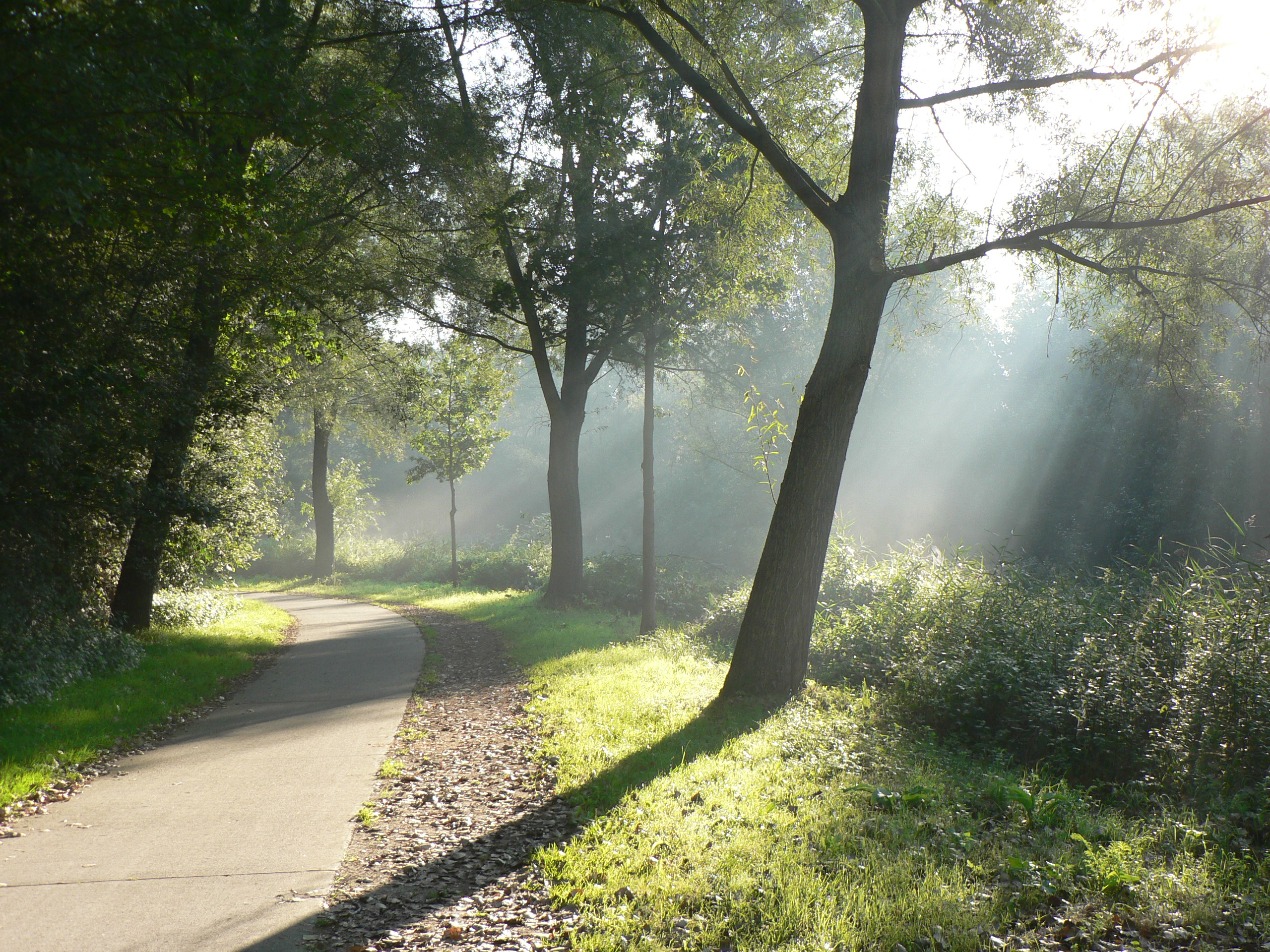
Fahrradweg zum Campus Diepenbeek

Die Universität wurde 1971 unter dem Namen Limburgs Universitair Centrum (LUC) gegründet. Im September 1973 wurde auf dem Campus Diepenbeek der Betrieb aufgenommen in den Fächern Mathematik, Physik, Chemie, Biologie, Zahnmedizin und Medizin. Die Universität zählte zu Beginn 322 Studenten und hatte 24 akademische Lehrkräfte. 
Ab 1991 wurde die Economische Hogeschool Limburg als Fakultät für angewandte Wirtschaftswissenschaften in die Universität eingegliedert. 
Durch die enge Kooperation mit der niederländischen Universität Maastricht entstand 2000 die Transnationale Universität Limburg (tUL), eine länderübergreifende Universität, die mangels eines eigenen Campus noch in den Räumen der Universitäten Hasselt und Maastricht untergebracht ist. 
2002 gründeten die Universität Hasselt, die Provinciale Hogeschool Limburg und die Xios Hogeschool Limburg die Associatie Universiteit Hasselt.
Der Name des LUC wurde am 15. Juni 2005 in die heutige Bezeichnung geändert.
Seit 2012 existiert ein zweiter Campus in der Innenstadt von Hasselt (Juristische Fakultät sowie Rektorat). Durch eine teilweise Fusion mit den Hochschulen PHL und XIOS entstanden 2013 zwei neue Fakultäten an der Universität Hasselt (Ingenieurwissenschaften sowie Kunst und Architektur), wodurch sich die Studentenzahl der Universität auf 5500 erhöhte.

## Die Universität heute
2023 hatte die Universität ca. 7.000 Studenten, 625 Doktoranden und insgesamt 1.700 Angestellte. Seit 2020 ist der Rektor Bernard Vanheusden. Die Vize-Rektoren sind Ken Haenen und Elke Hermans. Die Hochschule ist Teil der europäischen Hochschulallianz EURECA-PRO, zu der in Deutschland die Hochschule Mittweida und die Technische Universität Bergakademie Freiberg gehören.

## Fakultäten
Es gibt sechs Fakultäten:
- Fakultät für Angewandte Wirtschaftswissenschaften
- Medizinische Fakultät
- Naturwissenschaftliche Fakultät
- Juristische Fakultät
- Ingenieurwissenschaften
- Fakultät für Kunst und Architektur

## Institute
Die Forschungsaktivitäten sind hauptsächlich in sieben Instituten gebündelt. Die Institute arbeiten fachgruppen- und teilweise sogar fakultätsübergreifend:
- Biomedisches Forschungsinstitut (BIOMED)
- Zentrum für Umwelt (CMK)
- Zentrum für Statistik (CENSTAT)
- Expertisezentrum für digitale Medien (EDM)
- Institut für Materialwissenschaften (IMO)
- Institut für Mobilität (IMOB)
- Zentrum für Unternehmertum und Innovation (KIZOK)